# HIST1H2BK
HIST1H2BK‏ (Histone cluster 1 H2B family member k) هوَ بروتين يُشَفر بواسطة جين HIST1H2BK في الإنسان.